# Spin bowling
Le spin bowling est l'une des deux grandes familles de techniques de lancers au cricket, avec le fast bowling. Les lanceurs qui pratiquent le spin bowling sont les spin bowlers. La principale caractéristique de leurs lancers est l'effet qu'ils donnent à la balle. Selon la manière dont ils produisent cet effet, les spin bowlers sont des wrist spinners (en) ou des finger spinners (en).

## Rôle et définitions

Trajectoire de la balle lancée par un wrist spinner droitier (un leg spinner). Elle change de direction après le rebond.

Le spin bowler essaie de tromper le batteur principalement grâce à l'effet qu'il impulse à la balle au moment du lancer. Il est généralement utilisé par son capitaine lorsque la balle est usée.
Il existe deux types de spin bowlers : les finger spinners et les wrist spinners. Les finger spinners donnent de l'effet à la balle grâce à leurs doigts. On parle d’off spinners pour les droitiers et de left-arm orthodox spinners pour les gauchers. Lorsqu'un finger spinner lance la balle, celle-ci change de direction après son rebond de la gauche vers la droite pour un droitier, et l'inverse pour un gaucher. Les wrist spinners, quant à eux, donnent de l'effet à la balle grâce à leur poignet. On parle de leg spinners pour les droitiers et de left-arm unorthodox spinners pour les gauchers. Lorsqu'un wrist spinner lance la balle, celle-ci change de direction après son rebond de la droite vers la gauche pour un droitier, et l'inverse pour un gaucher.
|      |        | Effet donné par         | Effet donné par          |
|      |        | doigts finger spin (en) | poignet wrist spin (en)  |
| ---- | ------ | ----------------------- | ------------------------ |
| Main | gauche | left-arm orthodox spin  | left-arm unorthodox spin |
| Main | droite | off spin                | leg spin                 |